# Amda Seyon (usurpateur)
Pour les articles homonymes, voir Amda Seyon.
Amda Seyon III a été roi des rois d'Éthiopie pendant moins d'un mois, en septembre 1707. 
Amda Seyon a été proclamé Nəgusä Nägäst en septembre 1707 à Yebaba, Gojjam. Il se rendit à Gondar où il se fit couronner, et en peu de temps gagna le soutien des amis du défunt empereur Iyasu. L'empereur Tekle Haymanot revint rapidement dans la capitale le même mois, malgré la difficulté des déplacements pendant la saison des pluies, et contraint l'usurpateur à fuir.
Selon James Bruce, c'est Dirmen, parent de Tekle Haymanot et gouverneur de Gojjam, qui suivit l'armée d'Amda Seyon hors de Gojjam, puis qui les chassa de Gondar. Dirman suivit de près l'usurpateur alors qu'Amda Seyon conduisait ses partisans à travers la rivière Abay et revenait à Ibala, et après avoir bloqué Amda Seyon à Faggeta, il engagea la bataille dans les plaines de Maitsa. 
Amda Seyon a été tué lors de la bataille, « au début de l'engagement, combattant avec toute la bravoure que l'on pouvait attendre d'un homme dans sa situation ».